# Loperšice
Loperšice so naselje v Občini Ormož.